# Steinfeld (Schleswig-Holstein)
Steinfeld (in danese Stenfelt) è un comune di 758 abitanti dello Schleswig-Holstein, in Germania.
Appartiene al circondario (Kreis) di Schleswig-Flensburgo (targa SL) ed è parte della comunità amministrativa (Amt) di Süderbrarup.